# 明尼蘇達萊克 (明尼蘇達州)
明尼蘇達萊克（英語：Minnesota Lake）是一個位於美國明尼蘇達州布盧厄斯縣及法里博縣的城市。

## 人口
根據2020年美國人口普查的數據，明尼蘇達萊克的面積為5.52平方千米，當中陸地面積為4.20平方千米，而水域面積為1.32平方千米。當地共有人口661人，而人口密度為每平方千米120人。